# Йосиф Марков
Йосиф Кузев (Кузов) Марков е български революционер и общественик, деец на Македонските благотворителни братства.

## Биография
Роден е в костурското село Загоричани, тогава в Османската империя, днес в Гърция. Изселва се в България.
През 1943 година делегация от Битоля в състав адвокат Георги Атанасов, Сотир Тренчев, Стефан Светиев, Борис Светиев посреща Христо Руков, Спиро Василев, Йосиф Марков, Васил Стумбов и Кръстьо Янков, които след това заминават за Костурско за да подпомогнат въоръжената борба на българското население.
Директор е на кино „Македония“ в Македонския дом в София. Според Кирил Пърличев там са отвеждани залавяни в София жертви на михайловистите, сред които умъртвените Милан Иванов и Мирчо Василев.
Убит е през 1946 година от комунистическите власти.